# Bitwa o Gondar
Bitwa o Gondar lub zdobycie Gondaru – ostatnia bitwa aliantów z regularnymi wojskami włoskimi we Włoskiej Afryce Wschodniej podczas II wojny światowej. Została stoczona w listopadzie 1941 roku jako ostatni akt kampanii wschodnioafrykańskiej. Gondar był głównym miastem prowincji Amhara, leżącym w górach na północ od jeziora Tana w Etiopii na wysokości 2100 m i został obsadzony przez włoski garnizon składający się z 40 000 żołnierzy, dowodzonych przez generała Guglielmo Nasi.

## Tło sytuacyjne
Po klęsce Włochów w bitwie pod Keren 1 kwietnia 1941 r. większość żołnierzy włoskich w Etiopii wycofała się do twierdz Amba Alagi, Dżimma i Gondar. Amba Alagi upadło w maju, a Dżimma w lipcu. Gondar to stolica prowincji Amhara, położona na wzniesieniu na północ od jeziora Tana na wysokości 2100 m. W 1941 roku było to ważne skrzyżowanie drogowe, ale tylko droga do Amhary miała utwardzoną nawierzchnię. Na przełęczy Wolchefit, strzeżonej przez garnizon wojsk włoskich, 110 km w kierunku Amhary, droga prowadziła szykaną w górę 1200 m skarpy, która w niektórych miejscach przybierała postać pionowego klifu. Od przełęczy Wolchefit do Gondaru droga biegła wzdłuż krawędzi skarpy, a w Dabacie (48 km od Gondaru) oraz w Amba Giorgis stacjonowały małe garnizony. Tylko niewielka droga z Um Hagar na północy miała skrzyżowanie z główną trasą. Na zachód od miasta do Gallabat po sudańskiej stronie granicy wiodła droga znajdująca się w złym stanie technicznym, przy której stał garnizon w Chilga. Na zachód od jeziora Tana znajdowały się wyboiste ścieżki, które zbiegały się w Gorgora, a lepsza droga biegła na wschód do Debra Tabor, również z garnizonem w Desje. W Culqualber, 48 km od Gondaru, droga biegła między jeziorem Tana a wzgórzami; od Debra Tabor do Desje była to droga gruntowa i nieprzejezdna w deszczu.

## Preludium
Kontrolowanie przełęczy Wolchefit i Culqualber było kluczowym czynnikiem przy tworzeniu pozycji wyjściowych do ataku na Gondar. Wolchefit było bronione przez garnizon składający się z około 4000 ludzi pod dowództwem pułkownika Mario Gonelli. Warownia była oblegana przez nieregularne siły etiopskie, dowodzone przez brytyjskiego majora Ringrose'a od maja 1941 roku; siły oblegające zostały później wzmocnione przez przybycie jednostek Brytyjskiej Armii Indyjskiej oraz elementów 12 Dywizji Afrykańskiej. Od maja do sierpnia 1941 r. przeprowadzono kilka ataków i kontrataków. 28 września 1941 r., wskutek utraty w walce 950 ludzi i braku żywności, Gonelli poddał się wraz z 1629 Włochami i 1450 żołnierzami kolonialnymi .
13 listopada mieszane siły z brytyjskiej 12 Dywizji Afrykańskiej generała dywizji Charlesa Fowkesa – wspierane przez nieregularne oddziały etiopskie – zaatakowały kluczowe pozycje pod Culqualber, lecz zostały odparte. Culqualber był oblężony od początku września i stał się już obiektem kilku ataków oraz bombardowań. Drugi atak 21 listopada przypuszczony z kilku kierunków jednocześnie był powstrzymywany do popołudnia, kiedy włoskie posterunki zaczęły się poddawać. W ostatecznym ataku zginęło 206 Brytyjczyków i Etiopczyków; według raportów alianckich wzięto 2423 jeńców włoskich i kolonialnych (źródła włoskie podają liczbę 1003 zabitych, 804 rannych i 1900 jeńców).
Na tym etapie kampanii alianci cieszyli się pełnym panowaniem w powietrzu: Włosi mieli w Afryce Wschodniej już tylko jednego Fiata CR.42, pilotowanego przez sierżanta Giuseppe Motteta. 22 listopada podczas ostatniego lotu Regia Aeronautica w Afryce Wschodniej ostrzelał baterię brytyjskiej artylerii pod Culqualber, zabijając oficera Królewskiej Artylerii, podpułkownika Ormsby'ego. Następnie Mottet wylądował w Gondar, zniszczył swój samolot i walczył dalej z piechotą.

## Bitwa

### Przełęcze górskie
Wokół miasta znajdowały się dwie przełęcze, które były kontrolowane przez wojska włoskie. Zostały one zaatakowane przez dwie brygady 12 Dywizji Afrykańskiej. Dwie włoskie grupy na przełęczach zostały odcięte i zmuszone do poddania się, gdy skończyły się ich zapasy.

### Miasto Gondar
Po tym, gdy wojska alianckie zajęły przełęcze, wkrótce przejęły kontrolę nad wzgórzami wokół Gondaru i dotarły do miasta 23 listopada. Garnizon w Gondar został poważnie osłabiony, ponieważ wielu żołnierzy kolonialnych, którym Włosi przestali płacić żołd, zdezerterowało. Ostateczny atak na Gondar, gdzie gen. Nasi miał swoją kwaterę główną, rozpoczął się 27 listopada o godz. 5:30. Początkowym celem było lotnisko Azozo, które zostało zdobyte w południe 27 listopada, a wkrótce potem wojska Wspólnoty Narodów dotarły do zamku Fasilides. O 16:30, kiedy Kenijski Pułk Samochodów Pancernych penetrował obrzeża miasta, Nasi wysłał swoją ostatnią wiadomość do Włoch, oznajmiając, że brygada rezerwowa została rozmieszczona na froncie południowym, ale nie była w stanie powstrzymać ataku, a nieprzyjacielscy żołnierze pokonali drut kolczasty i pojazdy opancerzone wroga wjechały do miasta. Nasi poddał się wkrótce potem z resztą swoich sił. Niektórzy włoscy maruderzy walczyli do 30 listopada.